# Dżubb Ghabsza
Dżubb Ghabsza (arab. جب غبشة) – wieś w Syrii, w muhafazie Aleppo. W 2004 roku liczyła 757 mieszkańców.